# Hrad
Der Hrad, gelegentlich auch Hradiště (deutsch Hausberg) ist ein 940 m hoher Berg im Böhmerwald in Tschechien. Er befindet sich sechs Kilometer nordwestlich von Horní Planá. 

## Lage und Beschreibung
Der mit Wald bestandene Felsrücken erhebt sich linksseitig über dem Moldautal. Er liegt am Südrand des Truppenübungsplatzes Boletice in der Gemarkung Maňávka u Českého Krumlova und ist Teil der Želnavská hornatina. Am südlichen und westlichen Fuße des Hrad verläuft die Staatsstraße I/39 zwischen Volary und Horní Planá. Nördlich erheben sich der Höllenberg und der Bulov (Ochsenberg, 966 m n.m.), im Nordosten der Große Ochsenberg (986 m n.m.), die Hvězda (Großer Sternberg, 1145 m n.m.) und der Nad Hospodárnicí (1182 m n.m.), östlich der Kapradinec (Fahrenberg, 1083 m n.m.), im Südosten die Houba (864 m n.m.), westlich der Bělský vrch (Großer Berg, 782 m n.m) und im Nordwesten der Želnavský vrch (Salnauer Berg, 815 m n.m.). Am Nordhang des Hrad entspringt der Bach Želnavský potok; gegen Osten liegt das Tal des Pernecký potok. Der Hrad bietet wegen des hohen Baumbestandes keinerlei Aussicht.
Umliegende Orte sind Maňava und Pernek im Südosten, Hory im Süden, Kovárna und Nové Chalupy im Südwesten, Bělá, Vltava und Ovesná im Westen sowie Želnava und Slunečná im Nordwesten. Auf dem Truppenübungsplatz liegen im Norden die Wüstung U Riedla (Riedelhütte) sowie östlich die Wüstungen U Bárty (Schonauer) und Skelná Huť (Glashütten).

## Geschichte
Auf dem Hrad befand sich im Mittelalter eine Burganlage, über die es keinerlei schriftliche Erwähnungen gibt. Sie entstand nach archäologischen Untersuchungen wahrscheinlich im 13. Jahrhundert und diente vermutlich als königliche Wachtburg über dem oberen Moldautal bis zur Landesgrenze. Ihr Bauherr ist unbekannt, möglicherweise handelte es sich um einen Vasallen.
Der Prachaticer Historiker František Kubů vertritt dagegen die Ansicht, dass sich auf dem Hrad die bisher nicht lokalisierbare Burg Waltershausen befunden habe, die um 1360 durch den Vyšehrader Propst Dietrich von Portitz zum Schutz der dem Kapitel Vyšehrad gehörigen Dörfer angelegt wurde. Nachdem das Kloster Goldenkron 1395 die ihm ursprünglich gehörenden Gebiete zurückerlangte, verlor die Burg nach Kubůs nicht belegbarer Theorie ihre Funktion und erlosch.
Der noch heute erhaltene urwaldähnliche Bewuchs des Hrad mit zahlreichen halbabgebrochenen Bäumen inspirierte 1922 den Schriftsteller Hermann Schefczik zu dem Roman Goldenes Sterben, dessen Handlungsort der Hausberg ist.
Nach dem Zweiten Weltkrieg wurde in den 1950er-Jahren der Truppenübungsplatz Boletice errichtet.

## Burg Hausberk
Von der Burg sind heute nur noch Wälle und Gräben sowie geringe überwachsene Mauerreste erhalten. Sie befindet sich auf einem 26 m breiten Sporn und ist zugänglich, jedoch wurden im Jahre 2005 wieder Verbotsschilder, die das Betreten des Militärgebietes untersagen, aufgestellt. Der Zugang zur Burg erfolgte von Westen über einen fünf Meter breiten Graben. Vermutlich war die Burganlage größtenteils hölzern.

## Sagen
Im Hausberg soll sich ein Schatz befinden; während der Karfreitagspredigt in Želnava soll im Innern ein Haufen aus Gold und Edelsteinen zu finden sein.